# Balistes punctatus
Balistes punctatus es una especie de peces de la familia Balistidae en el orden de los Tetraodontiformes.

## Morfología
Los machos pueden llegar alcanzar los 60 cm de longitud total.

## Distribución geográfica
Se encuentra en las  costas del Atlántico oriental (desde  Marruecos hasta Angola, incluyendo  Madeira, Canarias y Cabo Verde ).